# Ivan Heško
Ivan Tarasovyč Heško (ukrajinsky Іван Тарасович Гешко; * 19. srpna 1979, Kycmaň) je bývalý ukrajinský atlet, běžec, který se věnoval středním tratím. Jeho hlavní disciplínou byl běh na 1500 metrů.

## Kariéra
V juniorské kategorii zaznamenal největší úspěch v roce 1997 na ME juniorů ve slovinské Lublani, kde ve finále doběhl na 5. místě. O rok později na MS juniorů v Annecy skončil jedenáctý. V roce 2001 získal v Amsterdamu stříbrnou medaili na evropském šampionátu do 23 let.
V roce 2003 obsadil 5. místo na halovém MS v Birminghamu a vybojoval bronzovou medaili na světovém šampionátu v Paříži. O rok později se stal v Budapešti halovým vicemistrem světa a reprezentoval na letních olympijských hrách v Athénách, kde ve finále obsadil časem 3:35,82 páté místo. Zúčastnil se také rozběhu na 800 metrů a postoupil do semifinále. Do finále se však neprobojoval
13. února 2005 na halovém mítinku BW-Bank v německém Karlsruhe zaběhl patnáctistovku v čase 3:33,99 a zařadil se na druhé místo v dlouhodobých evropských halových tabulkách. Rychleji z Evropanů zaběhl tuto trať jen v roce 1999 Španěl Andrés Díaz v čase 3:33,32. V témže roce rovněž vybojoval v Madridu titul halového mistra Evropy v dosud platném rekordu šampionátu 3:36,70. Těsně pod stupni vítězů, na 4. místě doběhl na MS v atletice v Helsinkách v roce 2005, kde na bronzového Portugalce Silvu ztratil 69 setin sekundy. Zlatou medaili naopak vybojoval na světové letní univerziádě v tureckém İzmiru.
V roce 2006 se stal v Moskvě halovým mistrem světa v běhu na 1500 metrů a získal stříbrnou medaili na této trati na evropském šampionátu v Göteborgu, kde v cíli prohrál o 48 setin s Francouzem Baalou.